# Тетіс (океан)

Тетіс, розділяє Пангею на два континенти — Лавразію і Гондвану.

Те́тіс (лат. Tethys, дав.-гр. Τηθύς; від імені грецької богині моря Тефіди) — давній океан (хоч часто вживають назву море Тетіс), Середземний океан, система давніх морських басейнів, що простягалась через Північно-Західну Африку, Південну Європу, Малу Азію, Кавказ, Індокитай і існувала в мезозої і палеогеновому періоді кайнозою. Вважають, що Середземне, Чорне і Каспійське моря є залишками Тетісу. Близько 25 мільйонів років тому, у неогеновому періоді кайнозою, на місці океану Тетіс виник Альпійсько-Гімалайський гірський пояс, утворилися Карпатські гори.
Інші назви — Сарма́тське море, Понті́йське море.

## Історична теорія

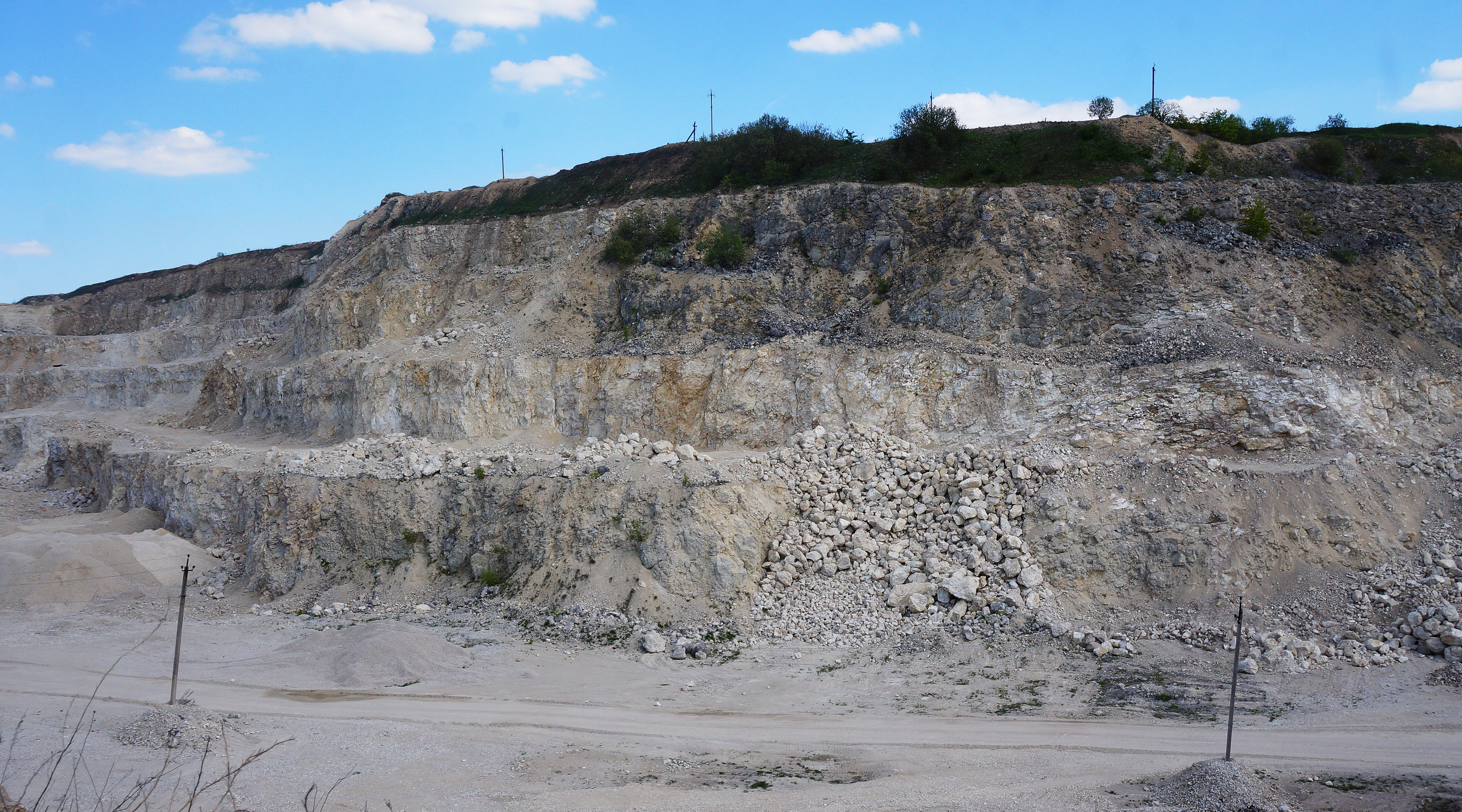
Останці Сарматського моря, Галущинецький кар'єр

Скам'янілості, що знаходять в Європі від Альп до Карпат, а також на території Туреччини й Ірану і до Гімалаїв в Азії з давніх часів пояснювалися Всесвітнім потопом. Розвиток геології дав змогу датувати морські залишки, що поставило під сумнів таке пояснення. У 1893 році австрійський геолог Едуард Зюс запропонував теорію існування внутрішнього моря між Лавразією і Гондваною. Він назвав його Тетіс. Пізніше теорія тектоніки літосферних плит заперечила чи змусила сформулювати по-новому чималі частини теорії Зюса. Однак загальна концепція Зюса все ж таки відносно точна для його часу, тому його вважають відкривачем Тетісу.

## Сучасна теорія

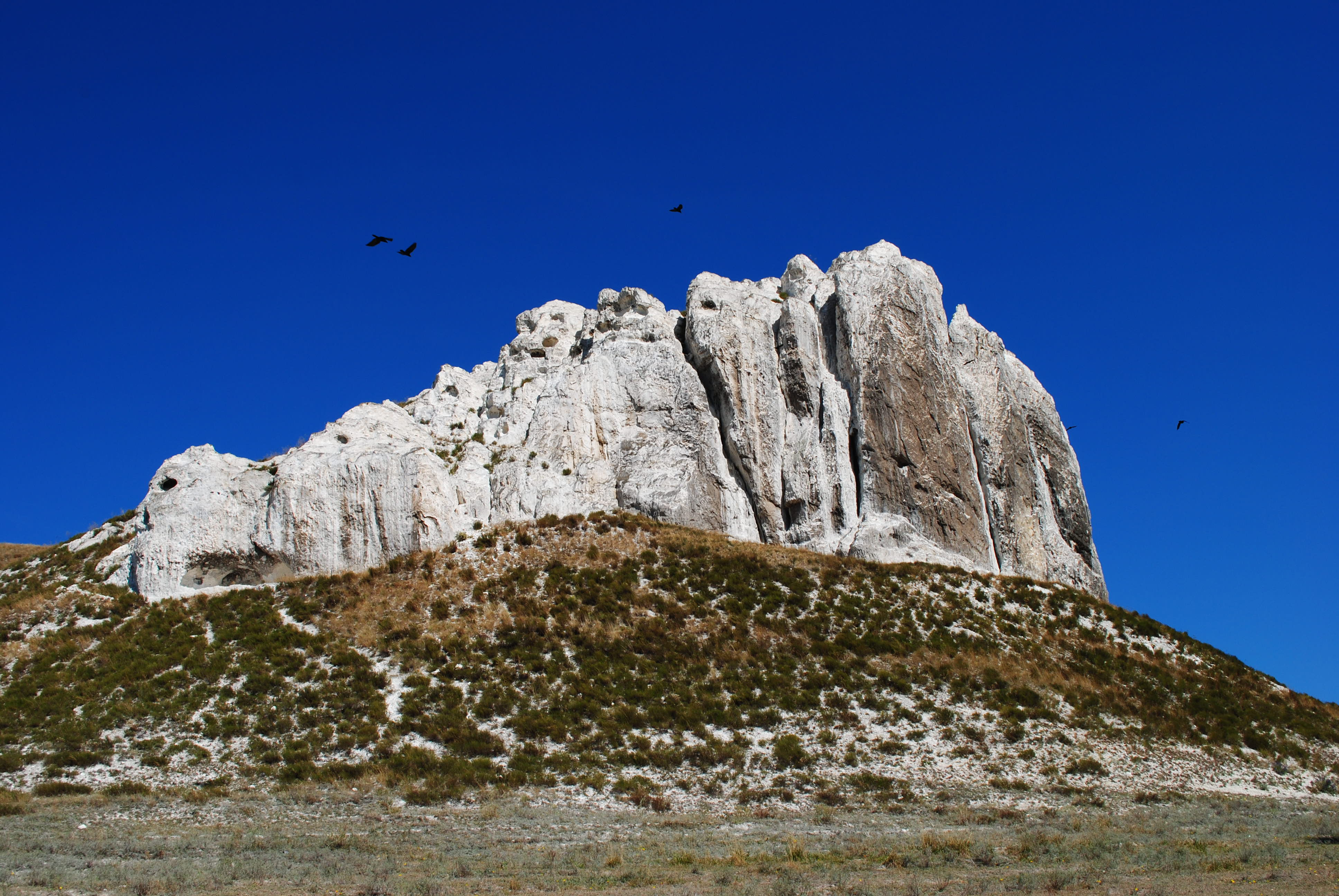
Скелясте оголення верхньої крейди на Донбасі, що утворилося на дні океану Тетіс близько 90 млн років тому

Тетіс існував за часів від пізнього палеозою до мезозою, тобто в період від 320 до 66,5 млн років тому, розділяючи стародавні континенти Гондвану і Лавразію. Близько 280 млн років тому від Гондвани відокремився так званий Кімерійський материк, який, повільно перетинаючи Тетіс, зрештою зіткнувся з Лавразією близько 200 млн років тому. У зв'язку з цим доречно говорити про два океани Тетіс: Палеотетіс 320—260 млн років тому і Неотетіс (або просто Тетіс) 200-66,5 млн років тому.
Збільшення Атлантичного й Індійського океанів і подальший зсув плит призвели до поступового скорочення розмірів Неотетісу. Зрештою, близько 66,5 млн років тому залишки Гондвани зіткнулися з Лавразією, утворивши Альпійсько-Гімалайський гірський пояс, до якого належать Піренеї, Альпи, Карпати і Гімалаї. Після зіткнення континентів Тетіс ще деякий час був водоймою невеликої глибини, що покривав велику частину південної Євразії. Східна частина Середземного моря, Чорне і Каспійське моря, Перська затока, а також моря Малайського архіпелагу є залишками Тетіса.